# 特種用途自動車
特種用途自動車（とくしゅようとじどうしゃ）とは、道路運送車両法施行規則（昭和二十六年運輸省令第七十四号）に基づく「自動車の用途等の区分について（依命通達）」により定められた自動車の用途による区分。特殊自動車と発音が同一であり、混同を避けるため「特種（とくだね）」とも呼ばれる。

## 定義
道路運送車両法施行規則に基づく国土交通省自動車局長からの「自動車の用途等の区分について（依命通達）」では、特種用途自動車等とは、主たる使用目的が特種である自動車であって定められた構造や装置などの要件のすべてを満足するものをいう。そのうち特種用途自動車とは特種用途自動車等から貸渡特種用途自動車を除いたものをいう。
車両に対して付与されるナンバープレートの「車種を表す数字（分類番号という）」が8で始まることから、一般に「8ナンバー車」とも呼称される。
特殊自動車と区分する必要があるときは、「特種=とくだねじどうしゃ」、「特殊=とくことじどうしゃ」などと呼び分けられることがある。
特種用途自動車（8ナンバー）の運転には乗車定員数、車両総重量、最大積載量に応じ、普通免許・準中型免許・中型免許・大型免許のいずれかが必要である。クレーンなどの特殊な設備などの運転や操作に別の資格が必要なものもある。
なお、大型特殊自動車として登録されるもの（9ナンバー、0ナンバー）を運転する際は、大型特殊免許が必要要件となる。
例えば、クレーン用台車にクレーンが載っている車は特種用途自動車3-3なので8ナンバーとなり大型免許等で運転が可能であるが、ホイールクレーンは特殊自動車の例示「一イ」に該当するので9ナンバーとなり、運転には大型特殊免許（1種または2種）が、また作業の際にはそれぞれの重機に合った特別教育や技能講習の修了・作業主任者資格などが必要となる。

## 使用目的
特種用途自動車は、主たる使用目的が特種である自動車であって、かつ、構造や装置などの要件のすべてを満足するものでなければならない。以下では主たる使用目的の区分について述べる。
以下は国土交通省自動車局長からの「自動車の用途等の区分について（依命通達）」（平成19年（2007年）1月4日付国自技202号）による区分。

### 緊急自動車
通達では「専ら緊急の用に供するための自動車」として、道路交通法施行令（昭和35年政令第270号）第13条により指定又は届出された緊急自動車であって、かつ、構造上の要件に適合する設備を有するものをいうとしている。
以下の13の形状である。
1. 救急車
2. 消防車
3. 警察車（パトロールカー[注 2]・事故処理車など）
4. 臓器移植用緊急輸送車
5. 保線作業車
6. 検察庁車
7. 緊急警備車（刑務所その他の矯正施設の使用する自動車で、逃走者の逮捕や連れ戻し、被収容者の警備のために使用するものをいう[2]）
8. 防衛省車
9. 電波監視車
10. 公共応急作業車（電気事業、ガス事業、水防機関、道路管理、電気通信事業などの公益事業を行う者が応急作業のために使用するものをいう[3]）
11. 護送車
12. 血液輸送車
13. 交通事故調査用緊急車

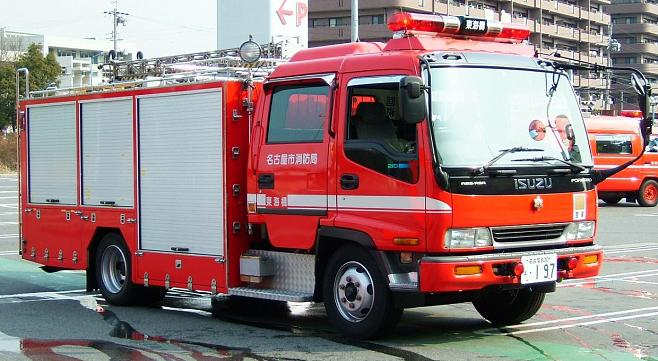
消防車
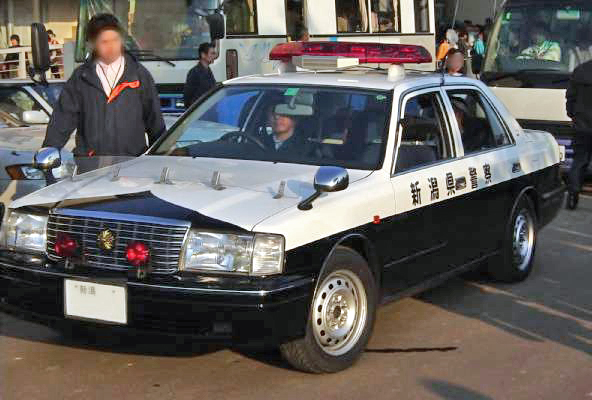
パトロールカー
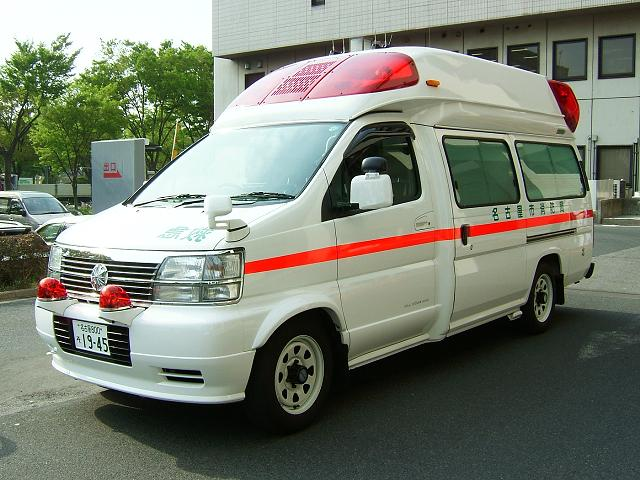
救急車
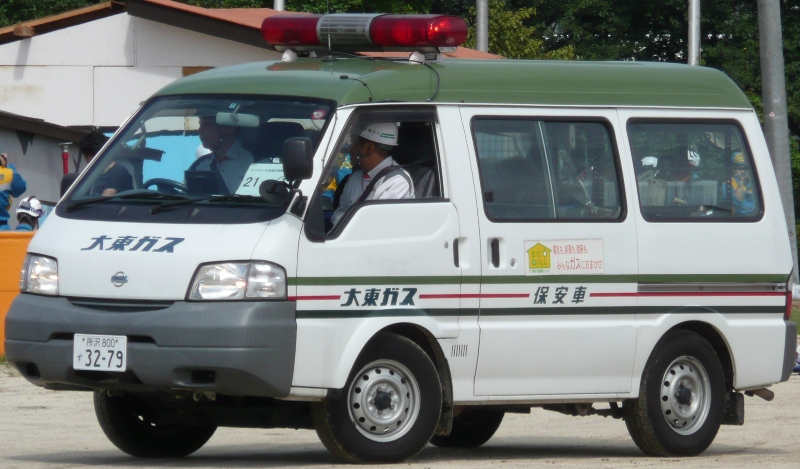
ガス応急作業車
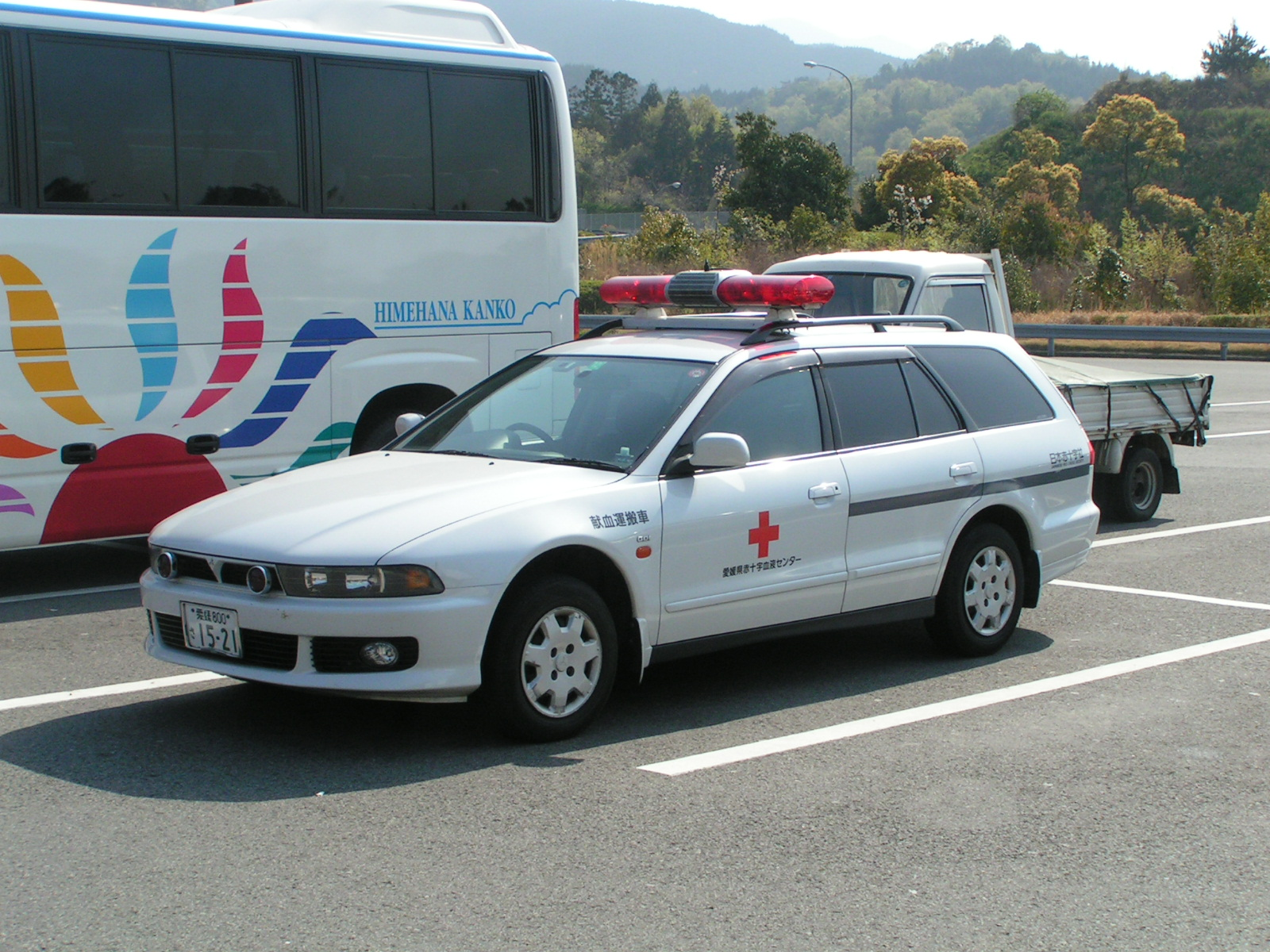
血液輸送車

### 法令特定事業
通達では「法令等で特定される事業を遂行するための自動車」として、使用者の事業が法令等の規定に基づき特定できるもので、その特定した事業を遂行するために専ら使用する自動車であって、かつ、構造上の要件に適合する設備を有するものをいうとしている。法令には法律、政令、府令、省令及びこれらの規定に基づく告示並びに地方自治体の条例を含む。
以下の13の形状である。
1. 給水車
2. 医療防疫車（検診車、健診車、患者輸送車など）
3. 採血車
4. 軌道兼用車
5. 図書館車
6. 郵便車（郵便配達車ではなく、被災地や遠隔地で郵便業務を行うための移動郵便局車）
7. 移動電話車
8. 路上試験車（道路交通法の規定に基づく技能試験に使用される助手席に補助ブレーキを有するものをいう[4]）
9. 教習車（公安委員会から指定を受けた、もしくは、公安委員会に届出た自動車教習所等で自動車の運転に関する技能の検定又は教習・講習に使用される助手席に補助ブレーキを有するものをいう[5]）
10. 霊柩車
11. 広報車（国、地方自治体、公益社団法人、公益財団法人又は電気、ガス等の公益企業の所有する車両に限られる）
12. 放送中継車
13. 理容・美容車

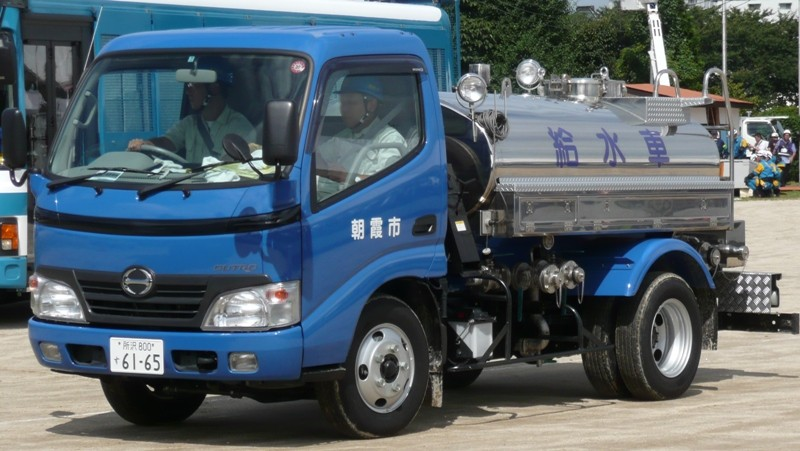
給水車
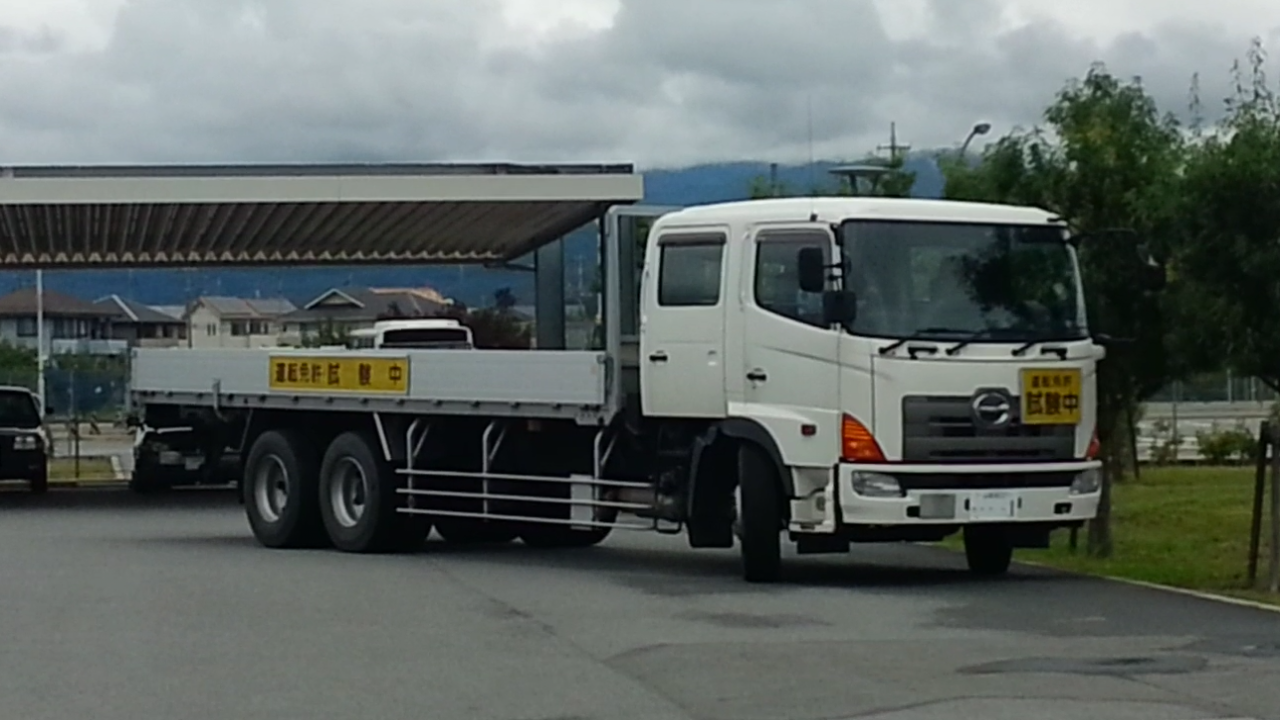
路上試験車 写真は大型自動車タイプ
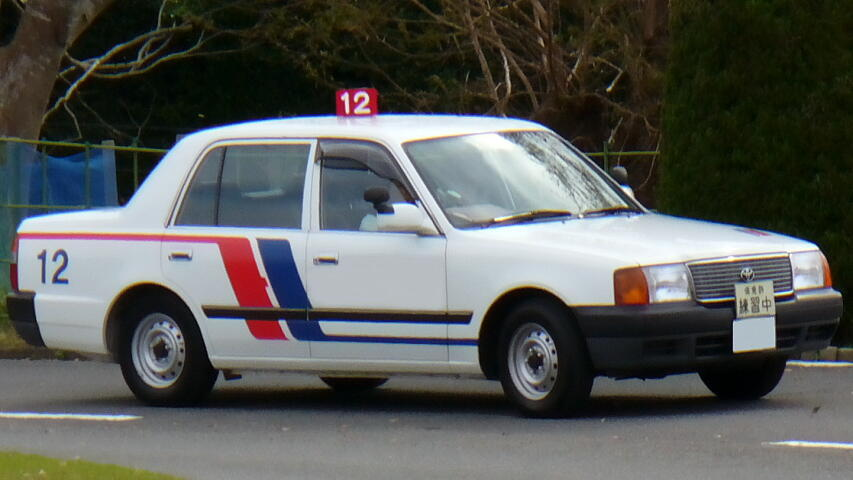
教習車 写真は普通自動車タイプ
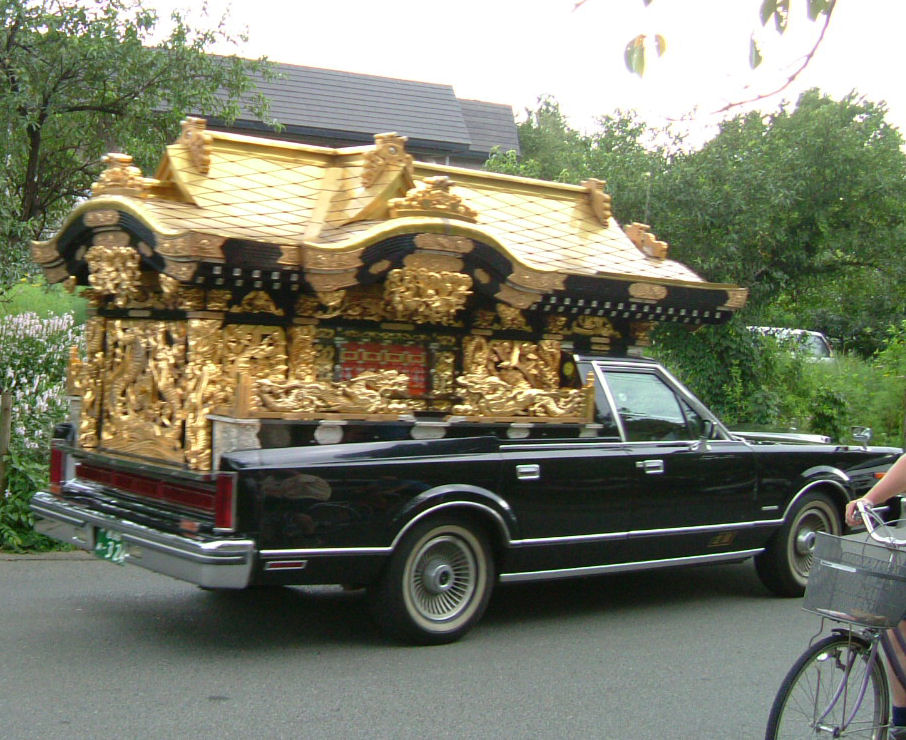
霊柩車 写真は宮型と呼ばれる華美な装飾を施したタイプ
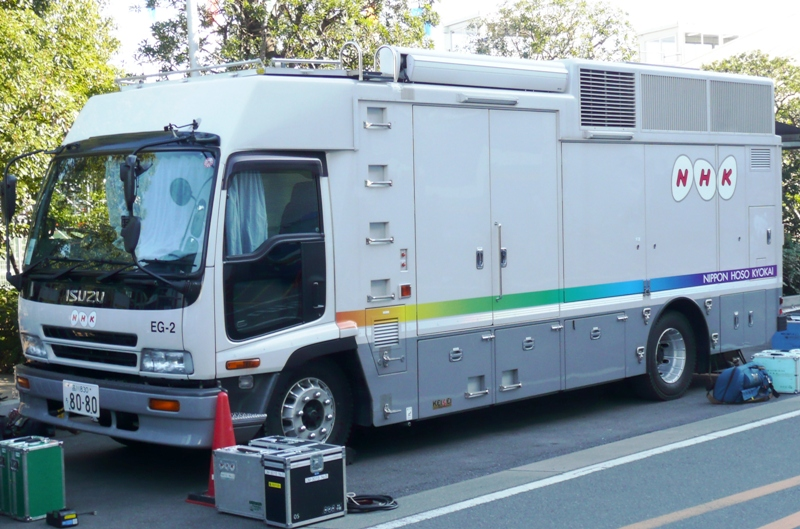
放送中継車
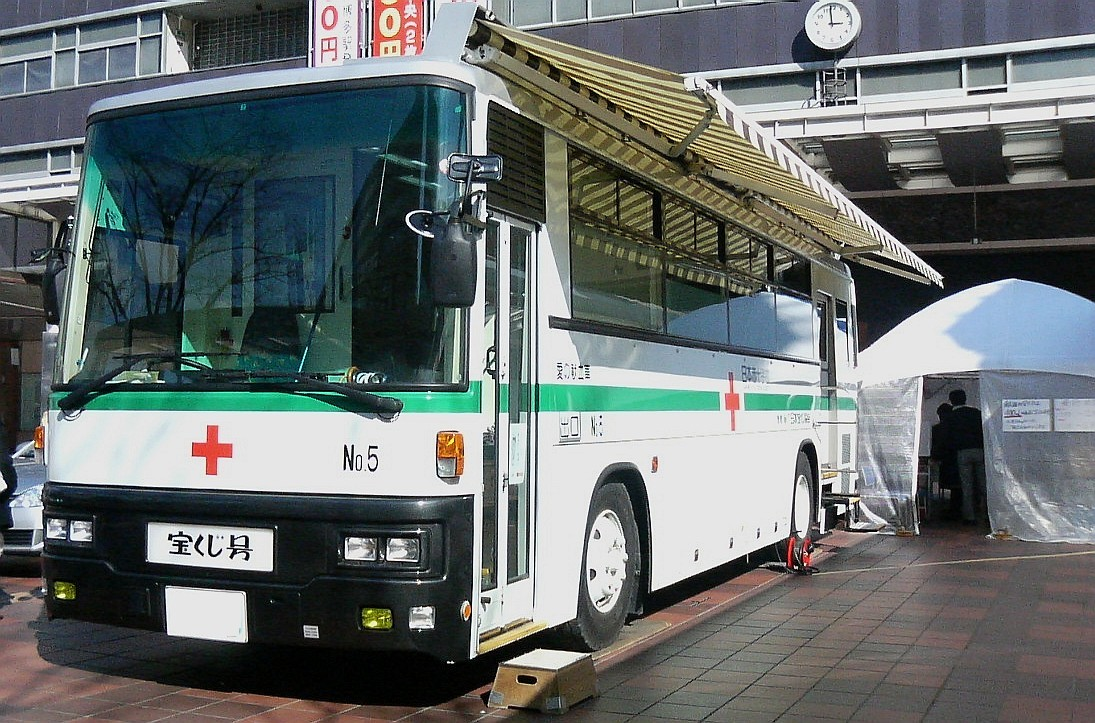
採血車
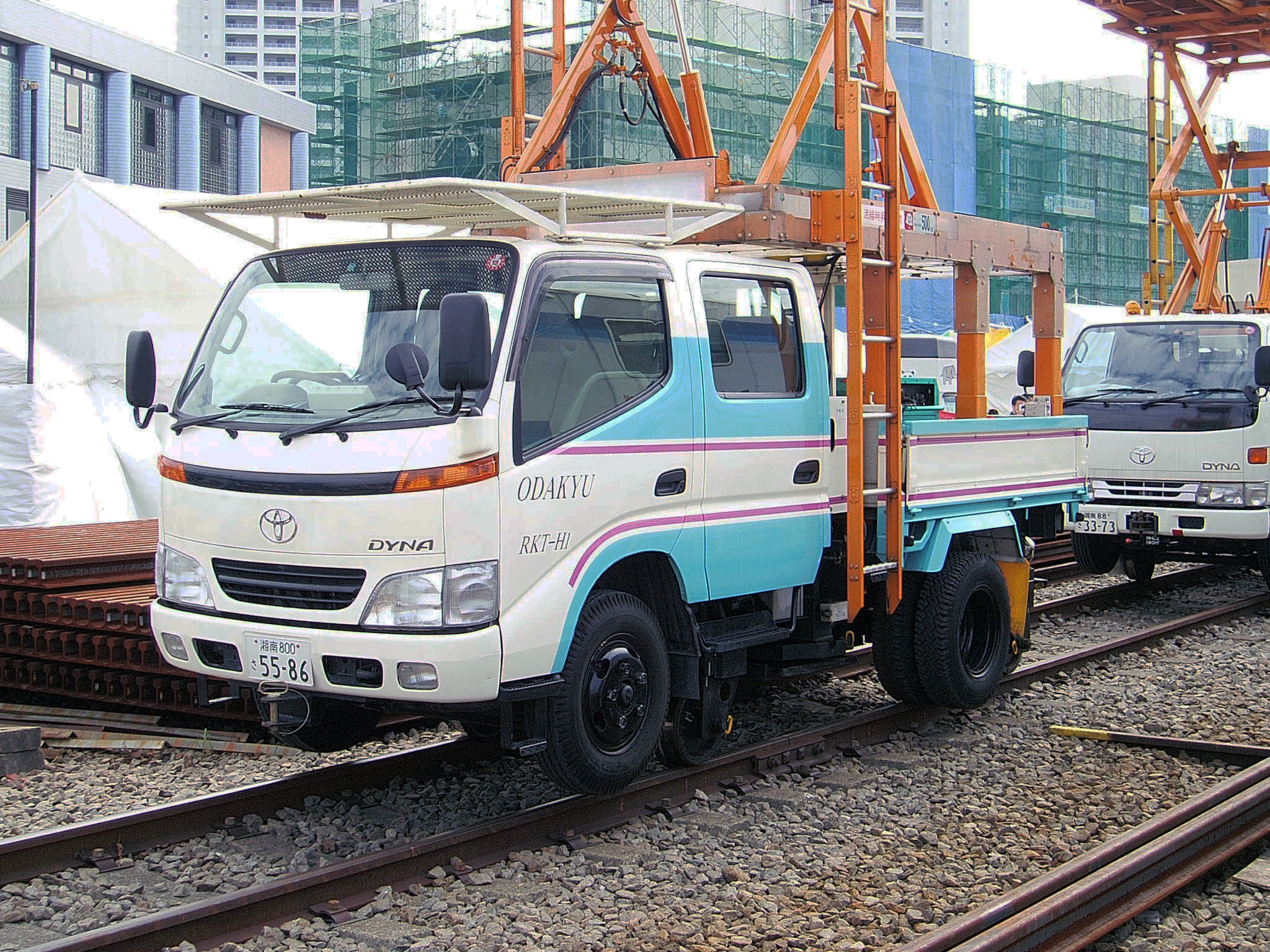
軌陸車 写真は架線作業用のもの
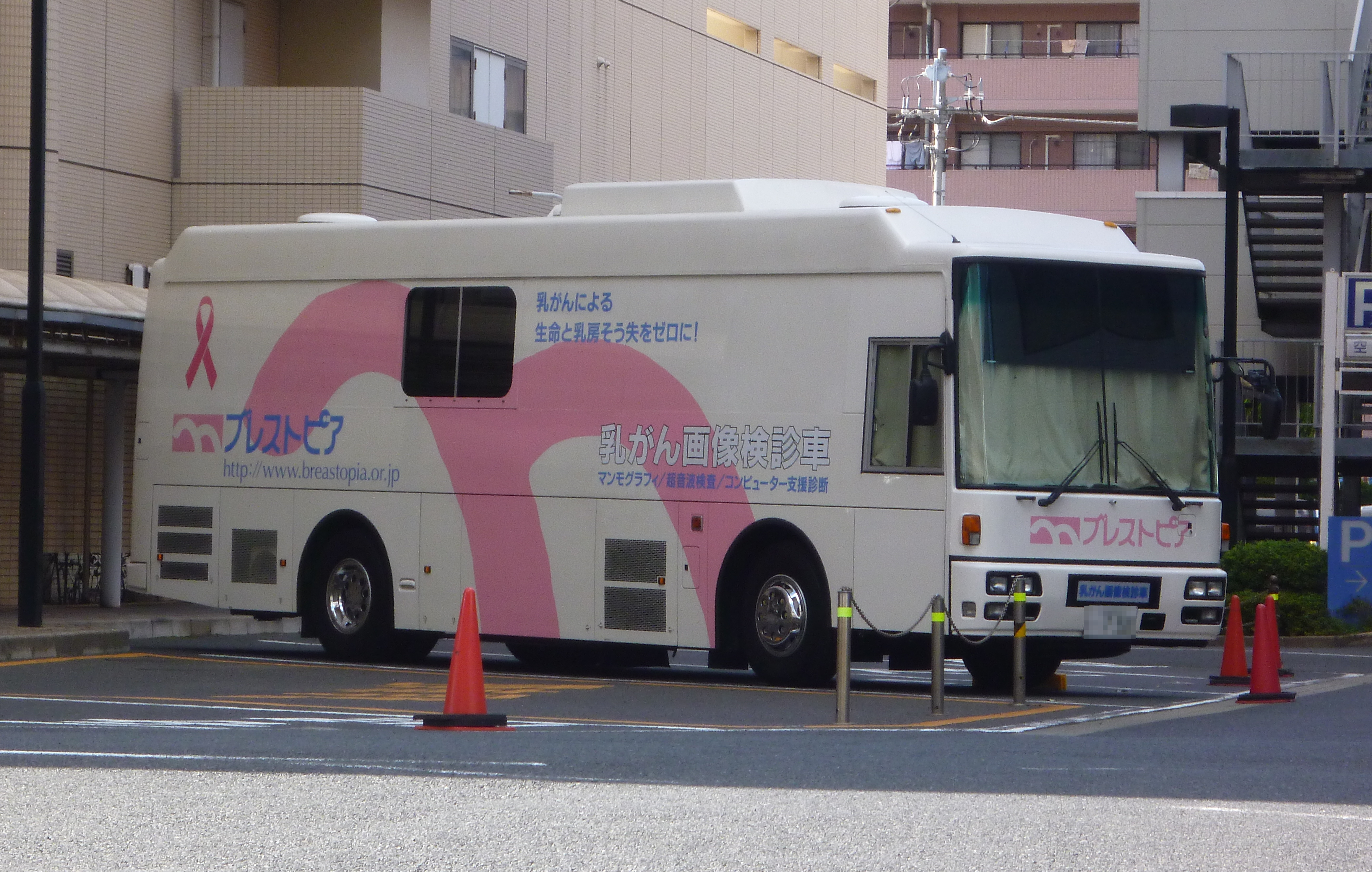
医療防疫車 写真は乳がん検診用の車両
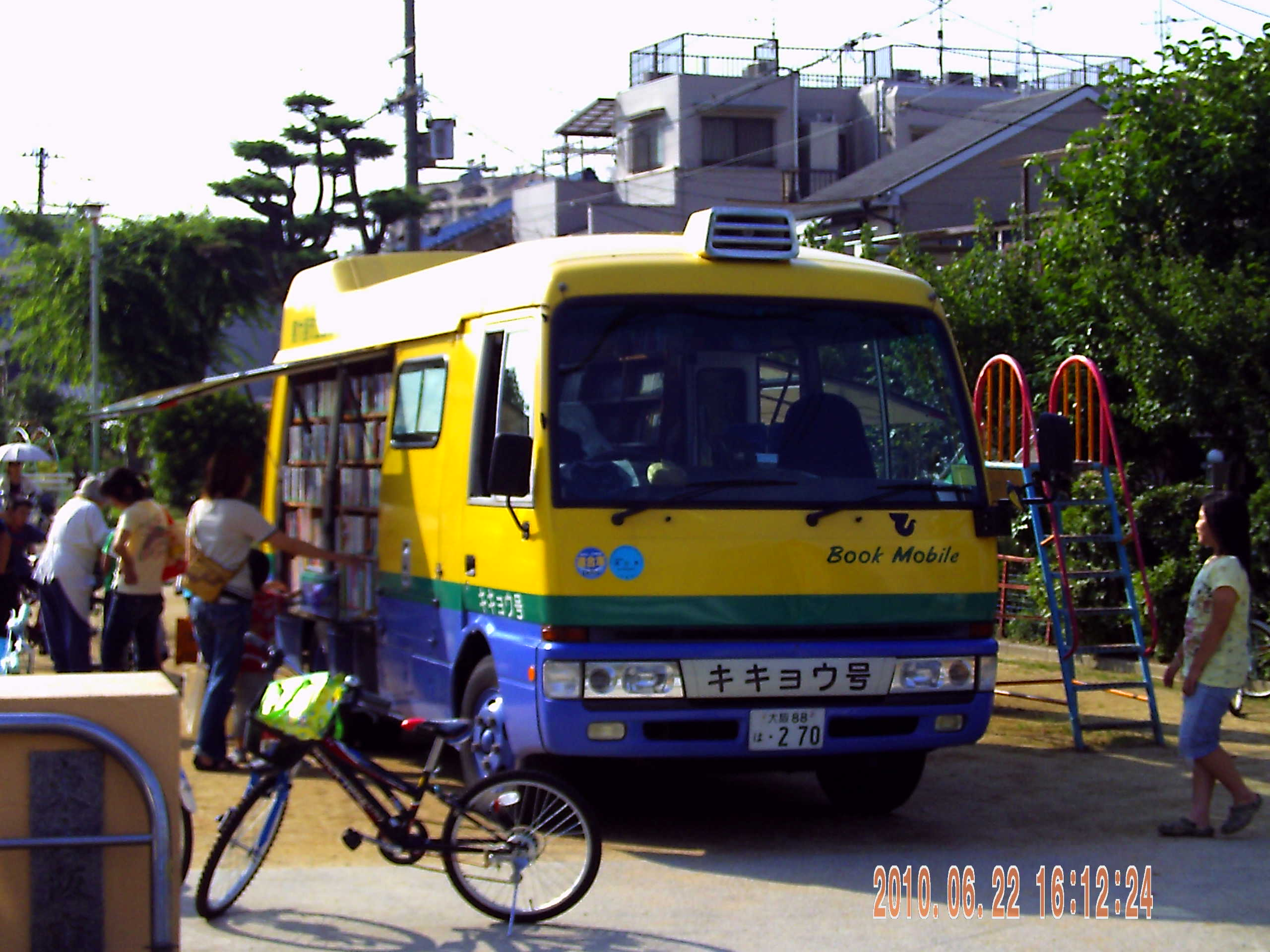
図書館車

### 特種な目的に専ら使用するための自動車
通達では「特種な目的に専ら使用するための自動車」として4つの区分を設けている。

#### 運搬
特種な物品を運搬するための特種な物品積載設備を有する自動車で、車体の形状が次に掲げる自動車（15形状）。
1. 粉粒体運搬車
2. タンク車（危険物や高圧ガスなど液状の物品を輸送するものをいう[6]）
3. 現金輸送車
4. アスファルト運搬車
5. コンクリートミキサー車
6. 冷蔵冷凍車
7. 活魚運搬車
8. 保温車
9. 販売車
10. 散水車
11. 塵芥車
12. 糞尿車（いわゆるバキュームカー）
13. ボートトレーラ（被牽引車）
14. オートバイトレーラ（被牽引車）
15. スノーモービルトレーラ（被牽引車）

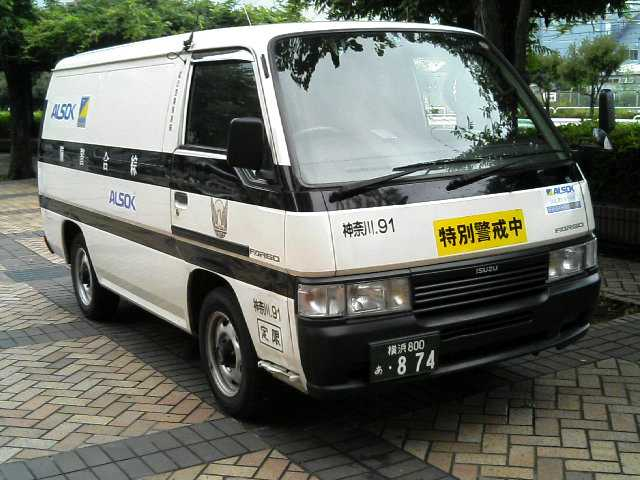
現金輸送車
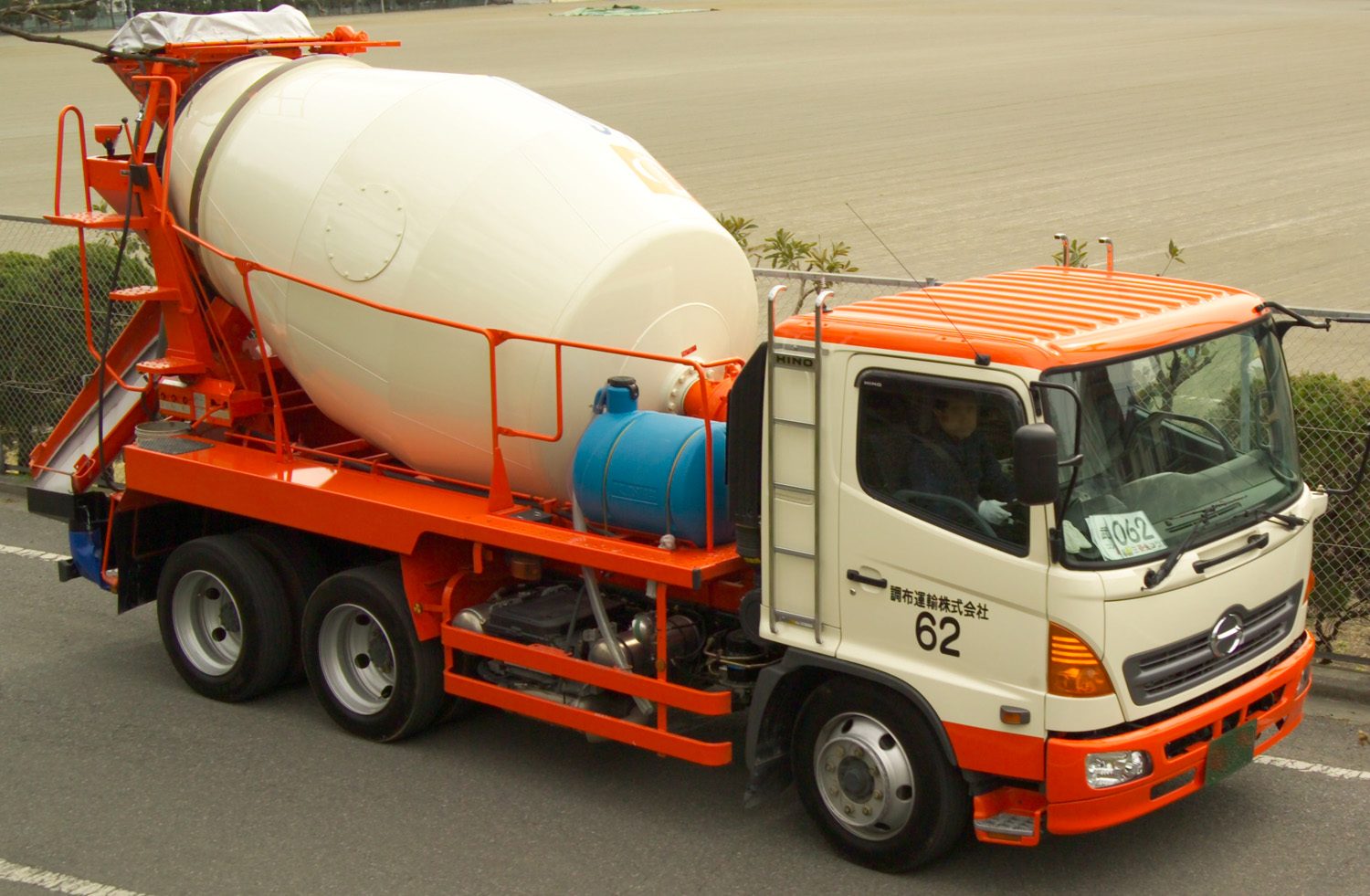
レディミクストコンクリート運搬車（ミキサー車）
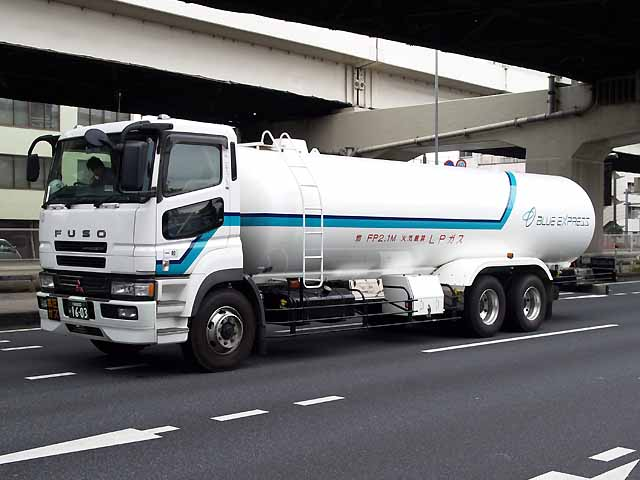
タンク車（タンクローリー）
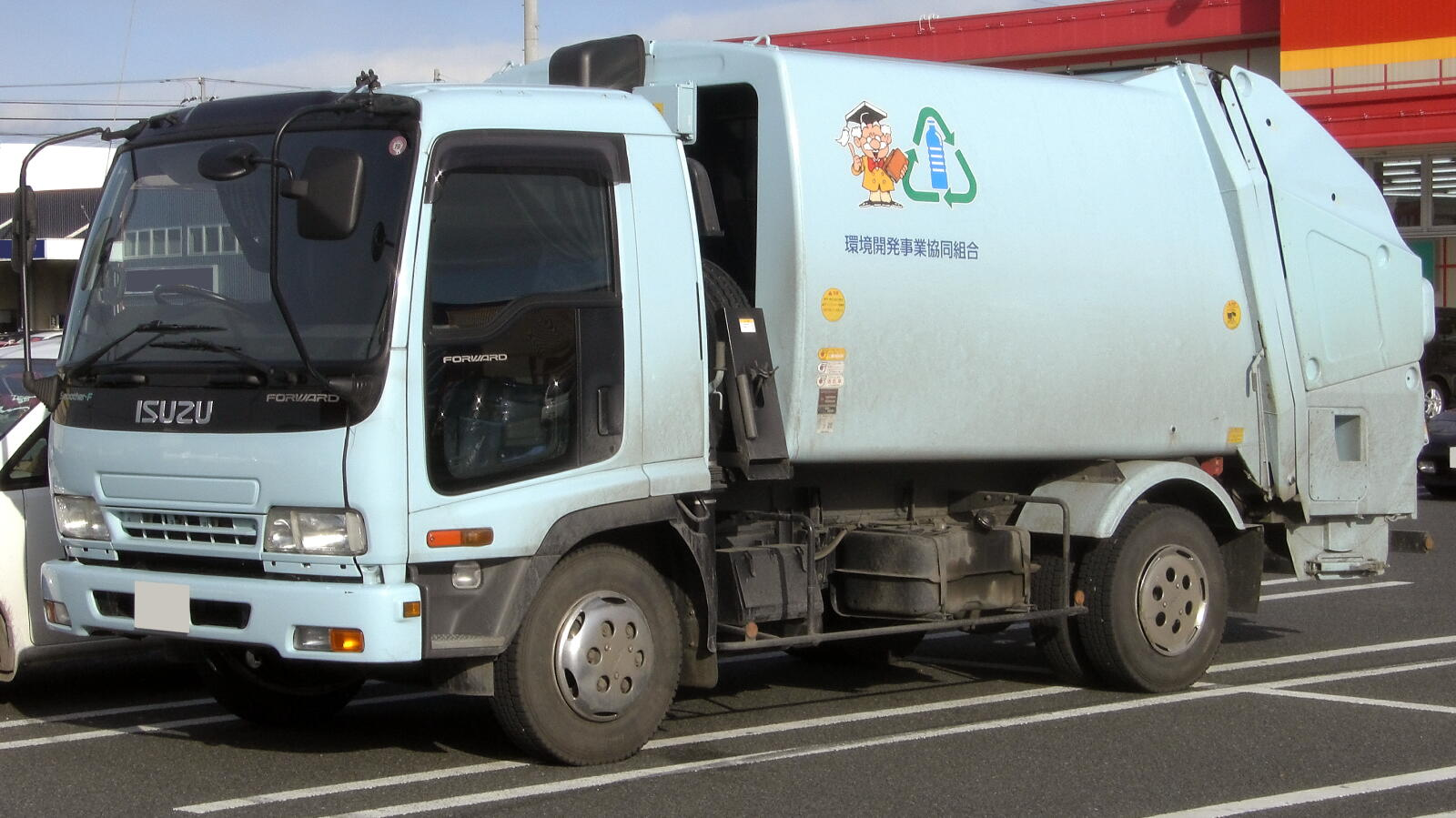
ごみ収集車
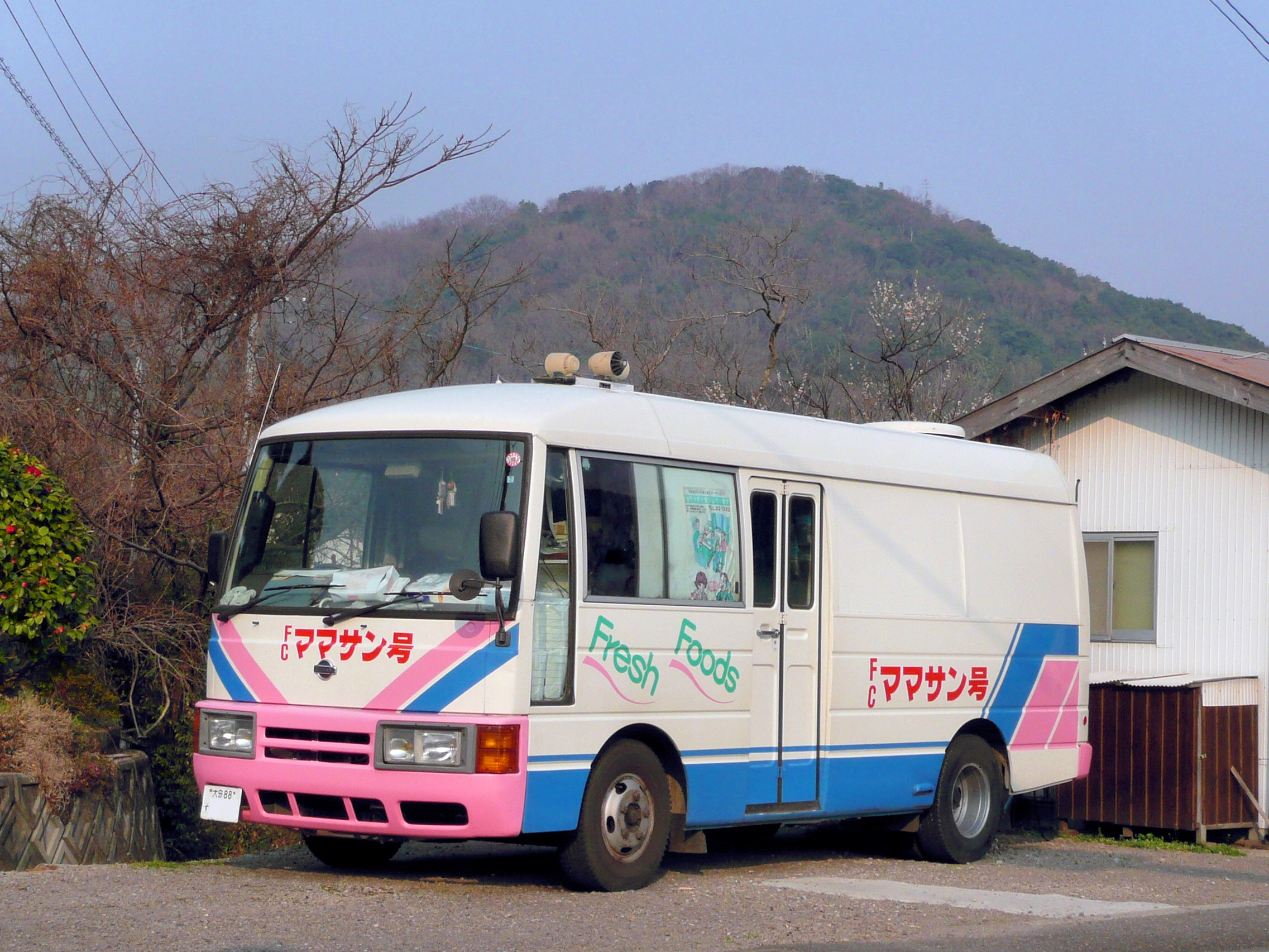
移動販売車（移動スーパー「寿屋ママサン号」）
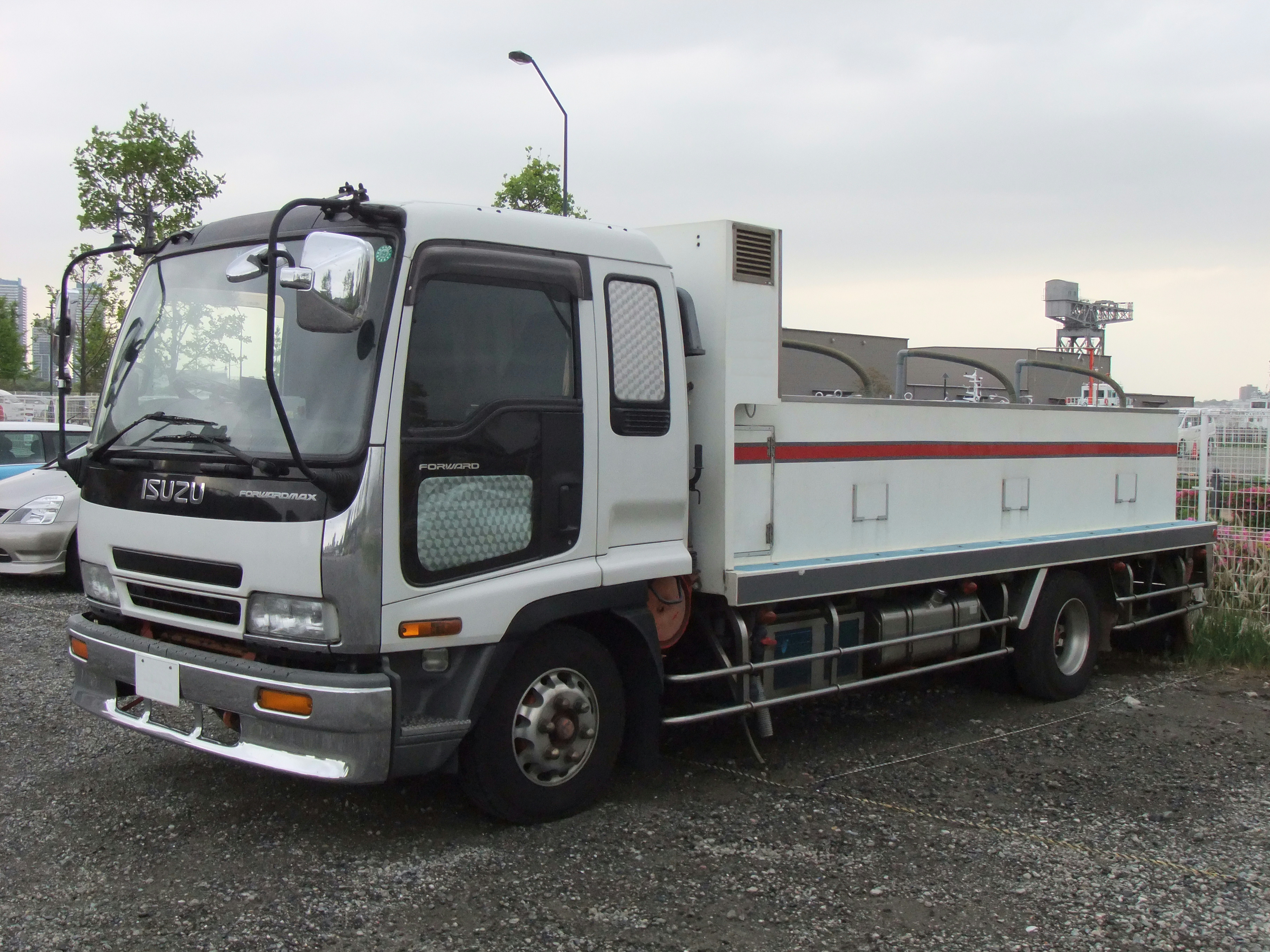
活魚運搬車
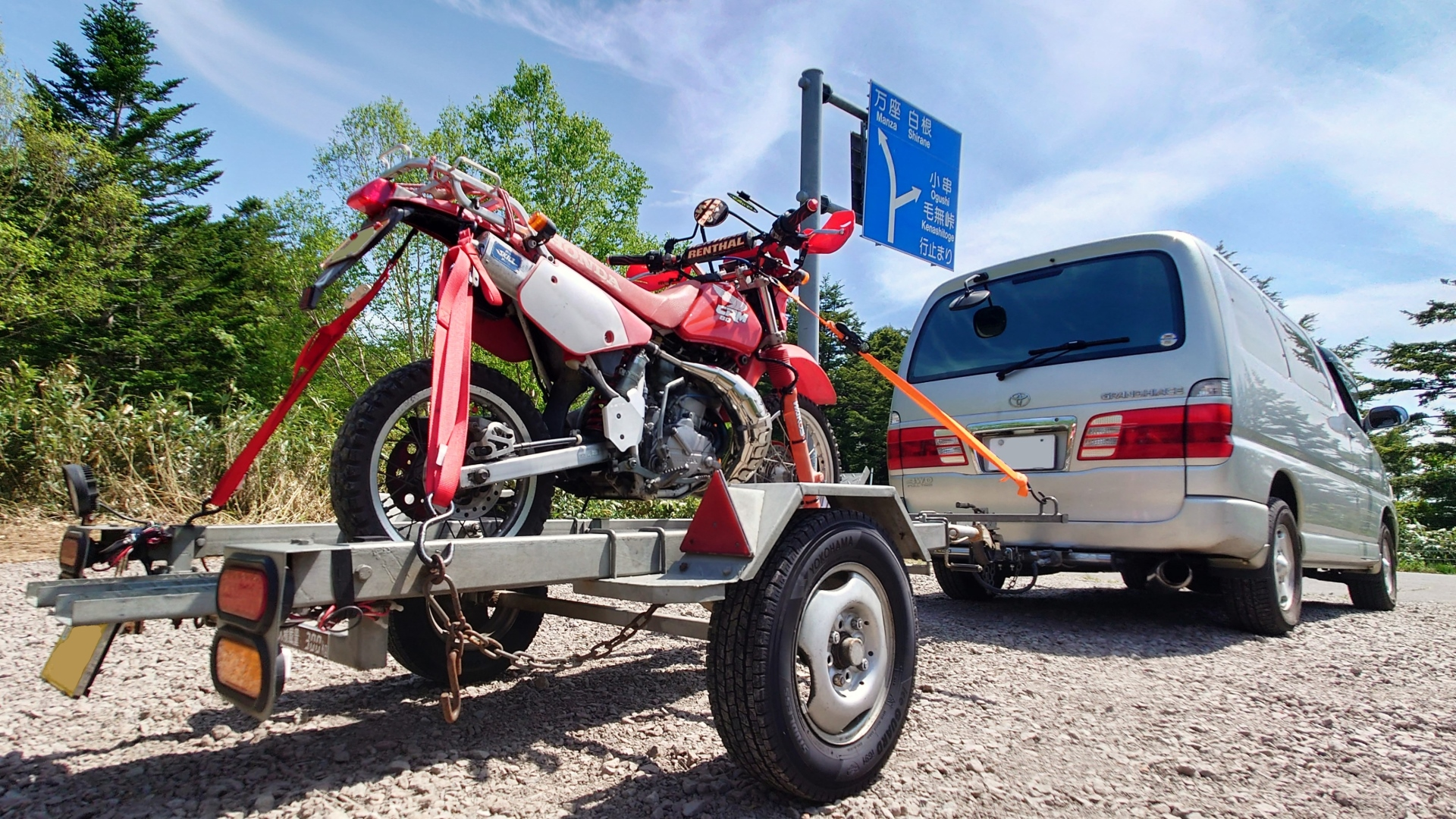
オートバイトレーラ

#### 患者等移送
患者、車いす利用者等を輸送するための特種な乗車設備を有する自動車で、車体の形状が次に掲げる自動車（2形状）。
1. 患者輸送車
2. 車いす移動車

#### 特殊作業
特種な作業を行うための特種な設備を有する自動車で、車体の形状が次に掲げる自動車（32形状）。
1. 消毒車
2. 寝具乾燥車
3. 入浴車（寝たきり老人や障害者などの入浴）
4. ボイラー車
5. 検査測定車
6. 穴掘建柱車（地面の掘削や建柱に使用するものをいう[7]）
7. ウインチ車
8. クレーン車
9. くい打車
10. コンクリート作業車
11. コンベア車
12. 道路作業車
13. 梯子車
14. ポンプ車
15. コンプレッサー車
16. 農業作業車
17. クレーン用台車
18. 空港作業車
19. 構内作業車
20. 工作車（電気、ガス、水道、電気通信等の設備工事作業に使用するものをいう[8]）
21. 工業作業車（工業製品の粉砕作業、鉱物の選別作業などに使用するものをいう[9]）
22. レッカー車
23. 写真撮影車
24. 事務室車（移動先で事務室や教室として使用するものをいう[10]）
25. 加工車（食料品の原料等の加工作業に使用するものをいう[11]）
26. 食堂車
27. 清掃車（下水道等の清掃作業用のものをいう[12]）
28. 電気作業車
29. 電源車
30. 照明車
31. 架線修理車
32. 高所作業車

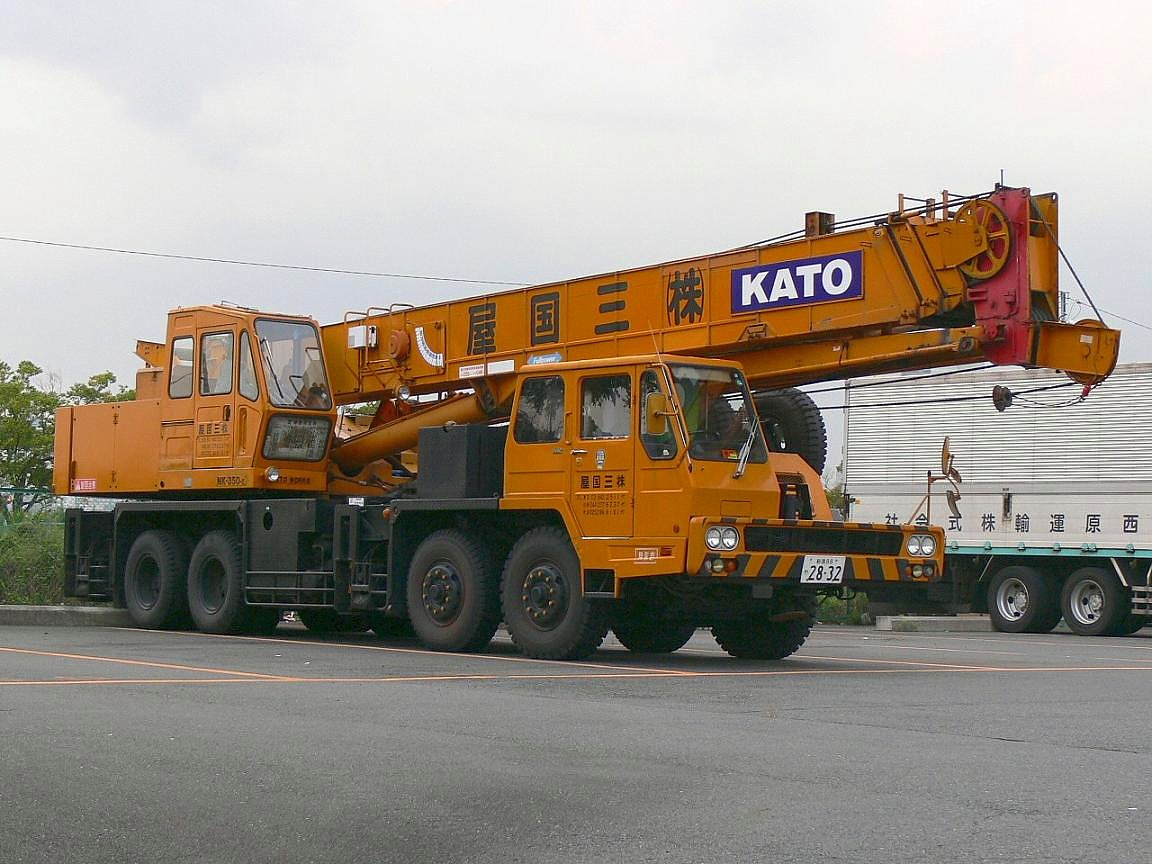
クレーン車
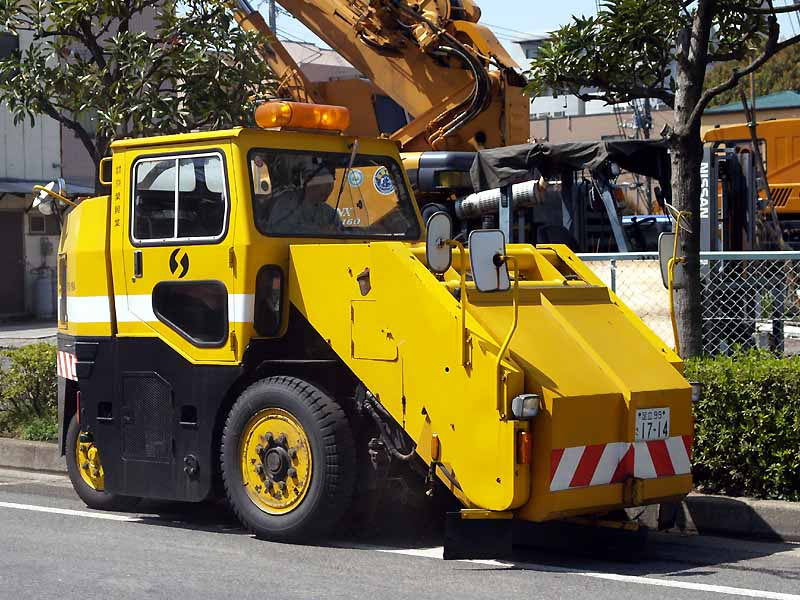
9ナンバーの路面清掃車（ロードスイーパー）
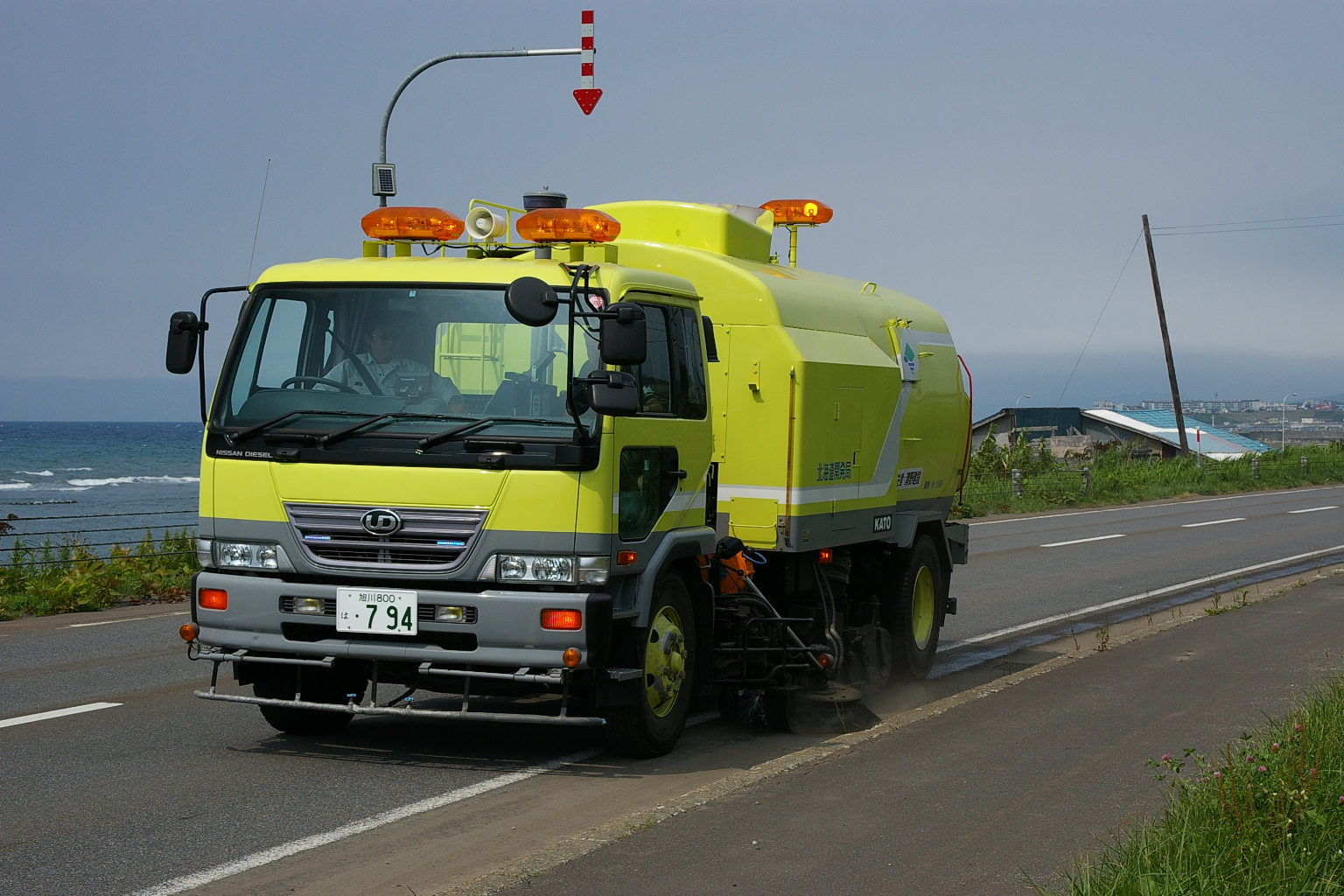
トラック型路面清掃車
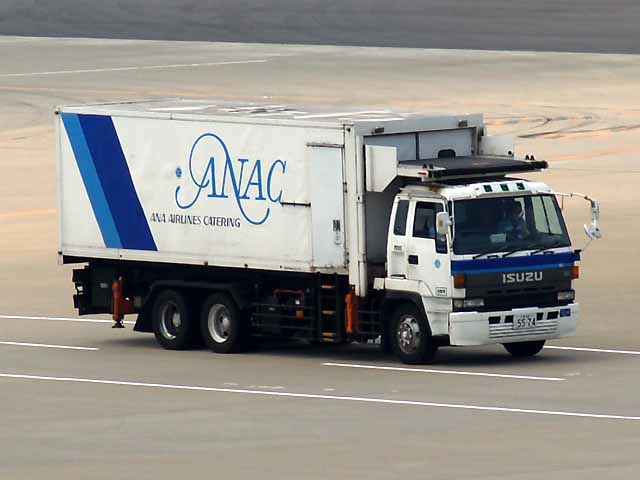
空港作業車（例：フードローダー）
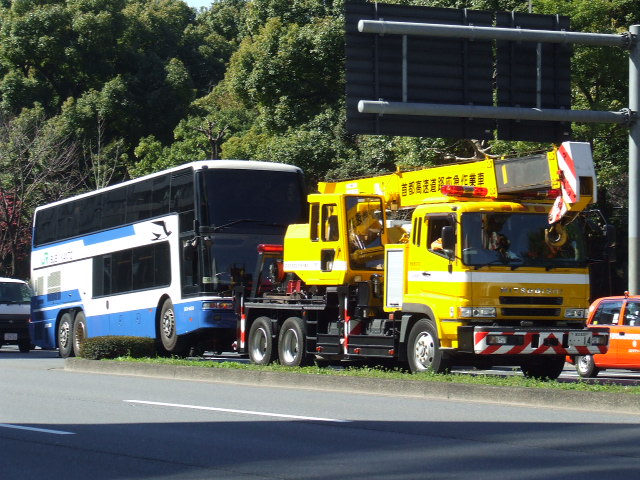
レッカー車

### キャンプ・宣伝活動を行うための自動車
キャンプ又は宣伝活動を行うための特種な設備を有する自動車で、車体の形状が次に掲げる自動車（3形状）。
1. キャンピングカー（2001年より構造要件を厳格化）
2. 放送宣伝車（政党・労働団体・右翼団体などの街宣車）
3. キャンピングトレーラ（被牽引車）

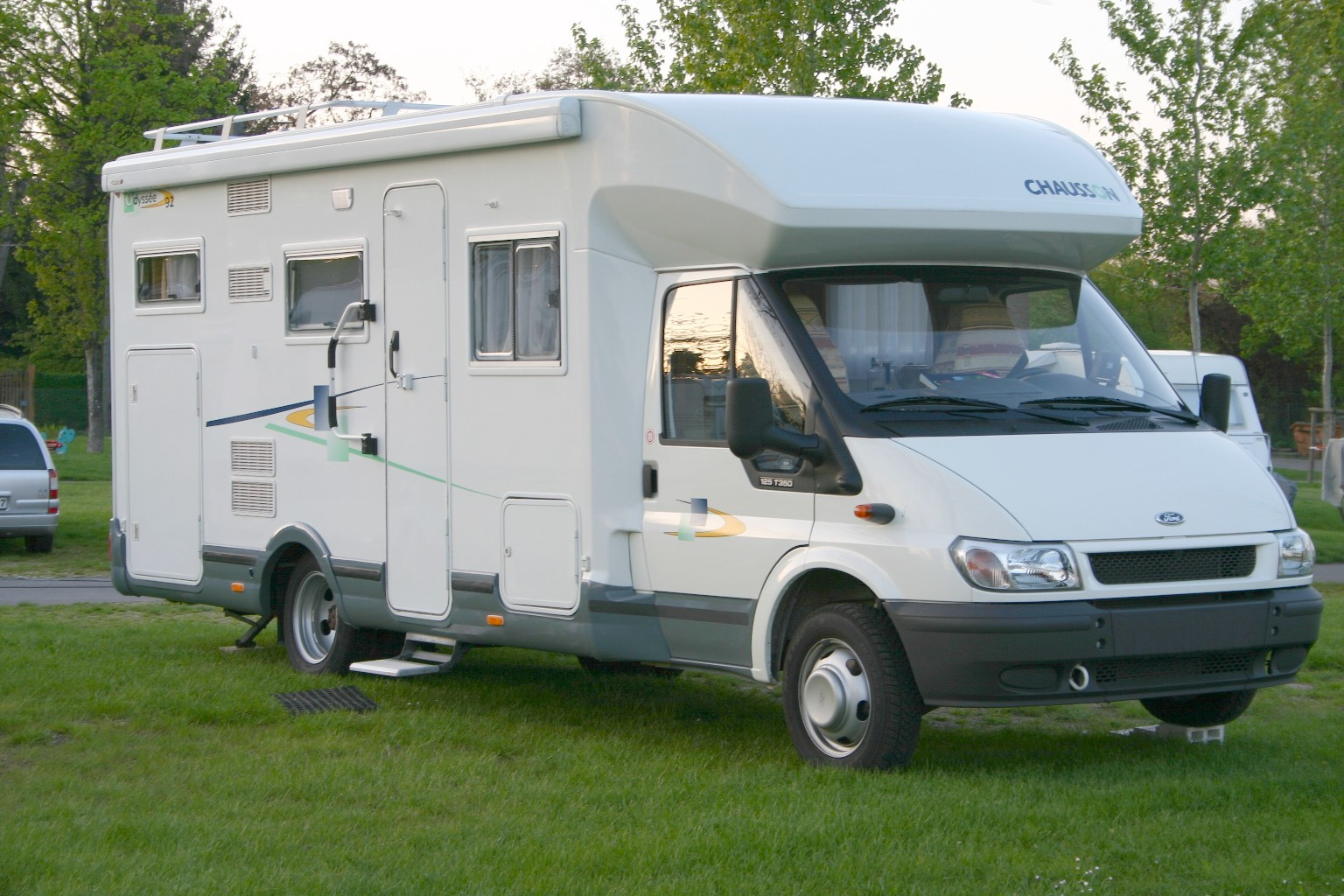
キャンピングカー
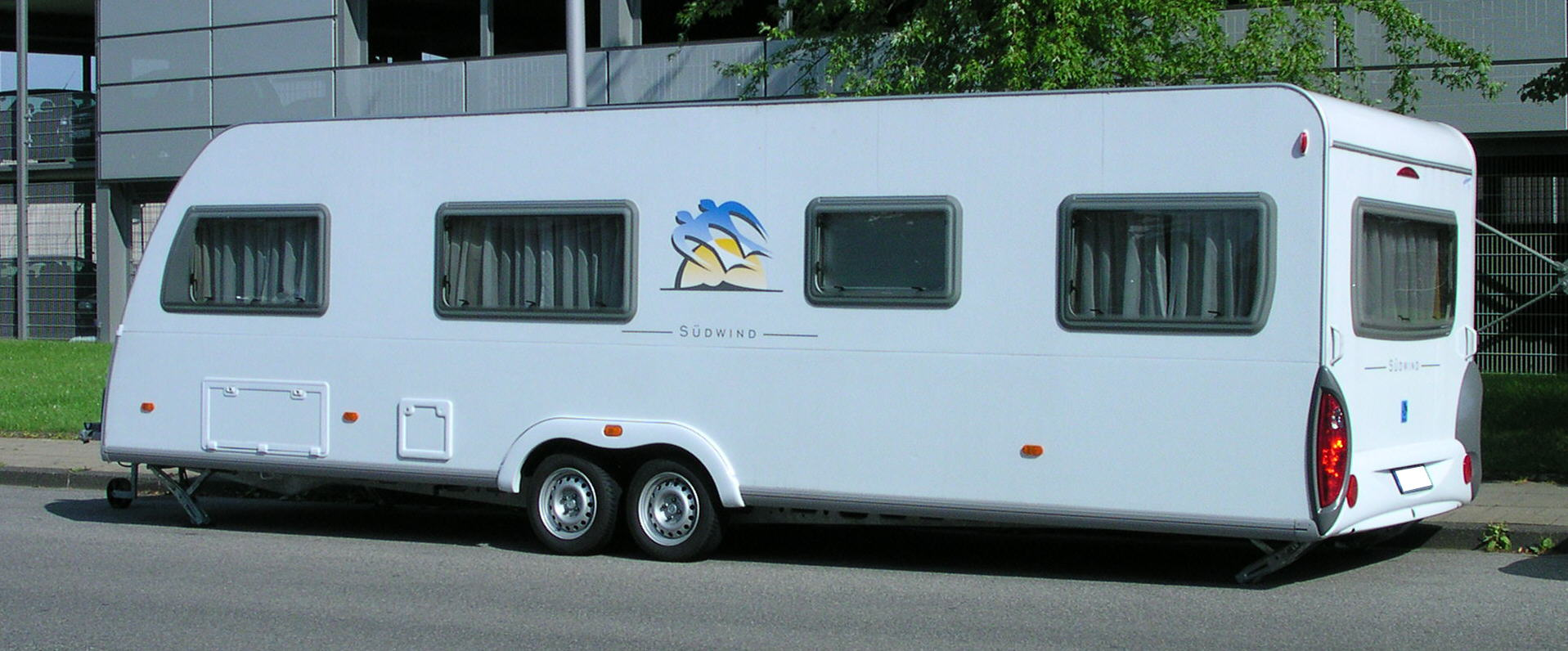
キャンピングトレーラ
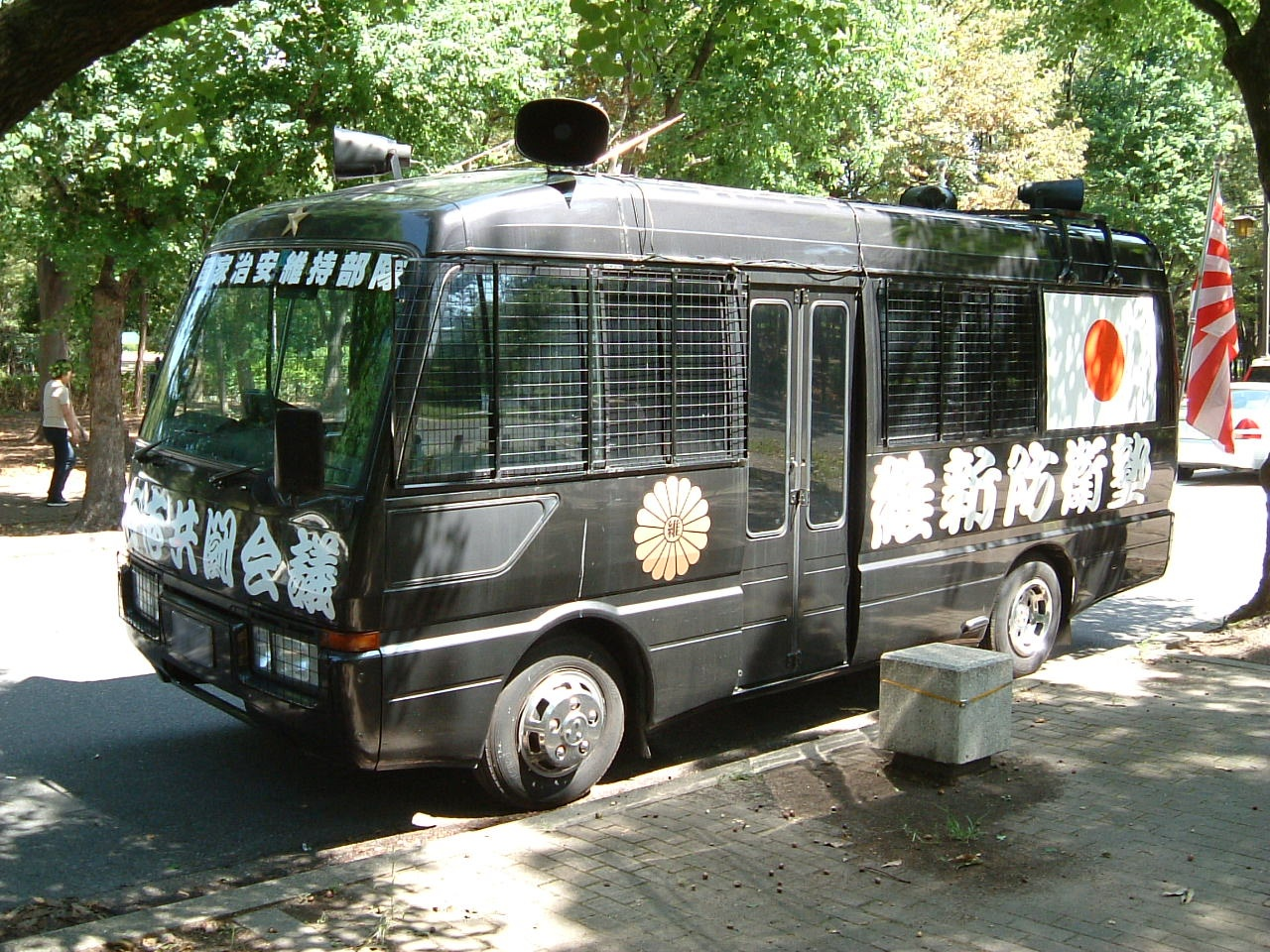
放送宣伝車（右翼団体の街宣車）
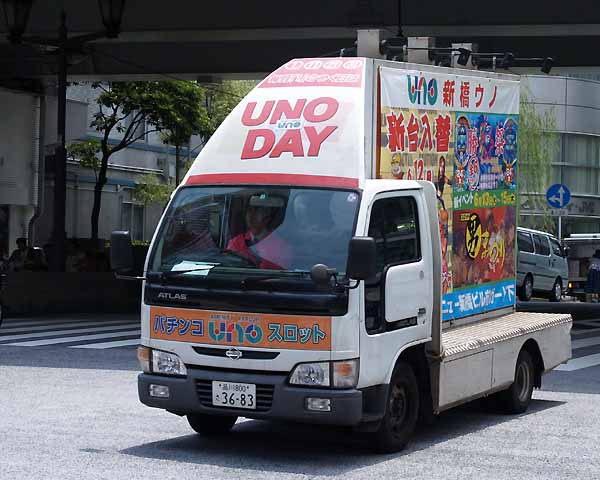
放送宣伝車（広告宣伝カー）
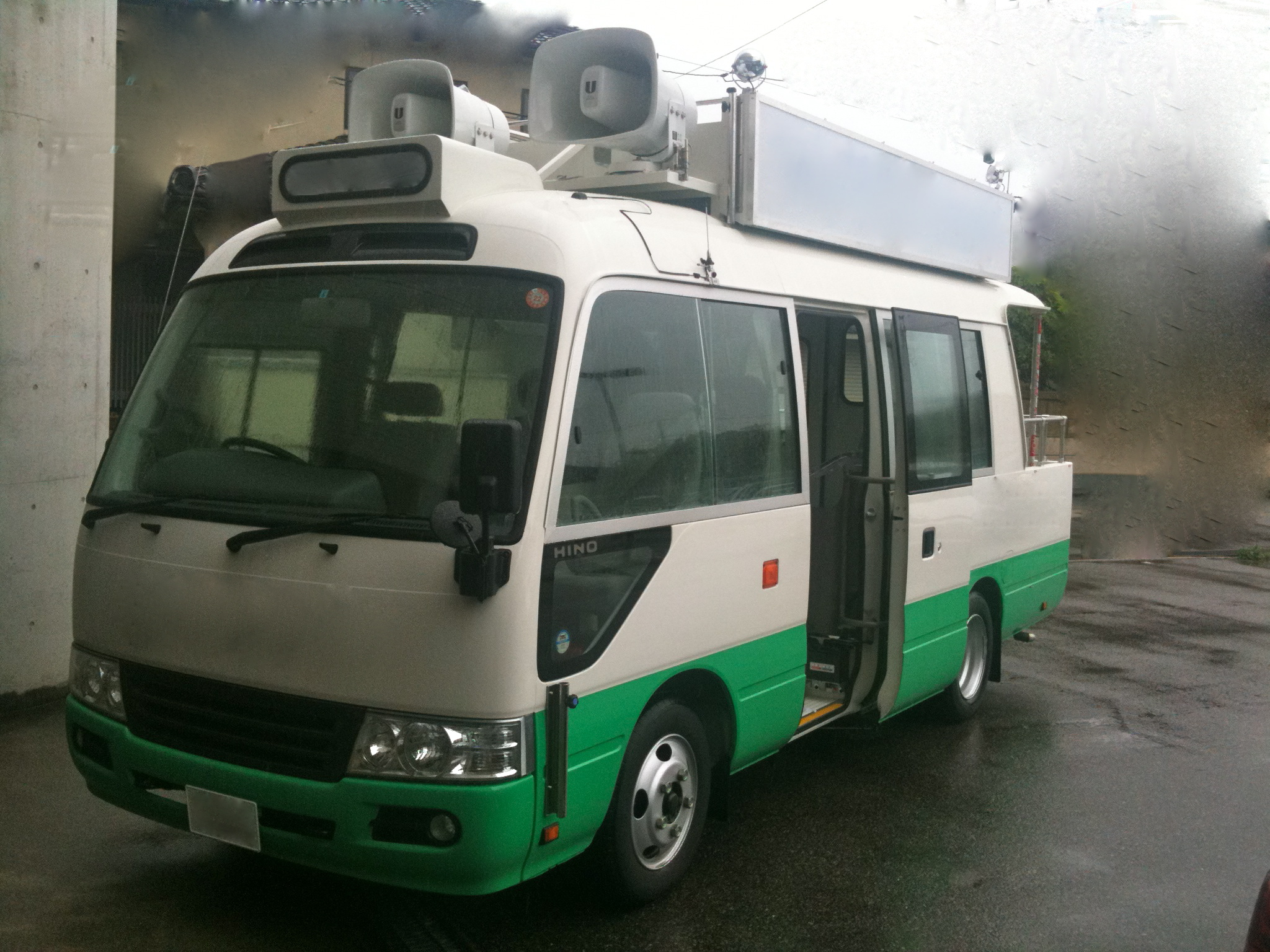
放送宣伝車（選挙カー）

## 構造と装置

### 要件
特種用途自動車は、主たる使用目的にあわせて定められた構造や装置などの要件をすべて満たすものでなければならない。
1. 主たる使用目的の遂行に必要な構造及び装置を有すること[1]。
2. 最大積載量を有する自動車にあっては、自動車の乗車設備と物品積載装置との間に、適当な隔壁か保護仕切などがあること（ただし、最大積載量500㎏以下の自動車で乗車人員が座席の背あてにより積載物品から保護される構造の場合を除く）[1]。

特に「特種な目的に専ら使用するための自動車」に区分される特種用途自動車の場合は以下の要件も必要になる。
1. 4つの区分（特種な物品を運搬するための特種な物品積載設備を有する自動車、 患者、車いす利用者等を輸送するための特種な乗車設備を有する自動車、特種な作業を行うための特種な設備を有する自動車、キャンプ又は宣伝活動を行うための特種な設備を有する自動車）ごとに定められた構造上の要件に適合する設備を運転者席以外に有していること[1]。
2. 乗車設備及び物品積載設備を最大に利用した状態で特種な設備の占有する面積が1平方メートル（軽自動車にあっては0.6平方メートル）以上であること[1]。
3. 特種な設備の占有する面積は、運転者席を除く客室と物品積載設備の床面積並びに特種な設備の占有する面積の合計面積の2分の1を超えること[1]。

### 除外
専ら緊急の用に供するための自動車を除く以下の自動車は特種用途自動車から除外される。
1. 型式認証等を受けた自動車の用途が乗用自動車であって、車体の形状が箱型又は幌型で、その車枠が改造されていないもの[1]。
2. 型式認証等を受けた自動車の用途が貨物自動車であって、その物品積載設備の荷台部分の2分の1を超える部位が平床荷台などであるもの[1]。
3. 型式認証等を受けた自動車の用途が貨物自動車であって、セミトレーラをけん引する連結装置のあるもの[1]。